# Bernard Boudeau
Pour les articles homonymes, voir Boudeau.
Bernard Boudeau (Tunis, 29 octobre 1949) est un écrivain français, auteur de romans policiers.

## Biographie
Bernard Boudeau naît à Tunis et grandit en Creuse. Après des études classiques, il fait un bref passage dans le milieu des éducateurs spécialisés avant de devenir infirmier en psychiatrie.
Il décroche un master en psychologie, poursuit son travail en institutions fermées, en hôpitaux de jour, puis progressivement, intègre un cabinet de consultants en ressources humaines.
Son parcours professionnel lui donne une connaissance précise de milieux très différents (psychiatrie, entreprise, université : univers clos, univers de compétition, de confrontation) des enjeux de pouvoirs, des règles implicites qui les organisent.
Passionné par les thrillers et les ambiances noires, sa formation lui permet de rapprocher, le temps d’un roman, l’énigme policière et celle de l’esprit humain dans son étrange complexité.
Si parfois il fait un détour par le fantastique, c’est toujours avec le même souci de véracité, qu’il tisse les portraits de ses personnages.

A participé à un ouvrage sur le discours politique “Je vous ai compris” Armand Colin - Paris 1987 et a contribué à quelques articles pour différents supports :
- “Performance et mobilité” étude publiée dans International Rewiew of Applied Psychology 1989
- “Réussir son intégration professionnelle en Amérique du Nord - Mode d’emploi” Etude sur les différents aspects interculturels franco – américains 1999
- “Les Français vus par les Américains” – Class Export – Juin 2000

## Œuvre

### Romans policiers

#### Sériecommandant Gontier
- Méfie-toi d'Assia, In Octavo éditions (2009)
- L'Homme qui aimait les tueurs, In Octavo éditions (2010)
- Le Marionnettiste, In Octavo éditions (2011)
- Les Mâchoires du passé, In Octavo éditions (2013)
- Le Cercle d'argent, In Octavo éditions (2014)
- Le Suicidé du périph, In Octavo éditions (2016)

#### SérieMélina Gardin
- Mon linceul vous va si bien (2017)
- Viol à l'étouffée (2017)

#### Autres romans policiers
- La File d'attente (2016)
- Fallait pas venir - Un putain de polar agricole (2018)

### Thrillers fantastiques - CycleLa Clé des ombres (3 Volumes)
- Hateya (2015)
- Aleshanee (2015)
- Oneida (2016)

### Autres romans
- Pourquoi tu réponds pas ? (2015)
- Ce matin-là... (2015)
- Génétiquement modifiés (2019)

### Dystopie - CycleMaxima: les mémoires déchirées
- Point de départ  (2018)
- Convergences (2018)
- Divergences (2019)
- Affrontements - 2020
- Rupture - 2020
- Compte à rebours - 2020

## Distinctions et prix

### Méfie-toi d'Assia
- Prix du Jury - Festival du livre d'Île-de-France Mennecy 2010[2]
- Prix Polar - Lion Club Rambouillet  - 2019
- Festival plume de glace 2011 - Serre Chevalier (3e Prix)
- Sélection officielle - Prix Intramuros (Prix Polar) - Cognac 2010
- Sélection officielle - Prix Polar roman français ou francophone - Cognac 2010
- Sélection officielle - Prix du premier roman Draveil 2010[3]
- Sélection officielle - Prix du Meilleur polar francophone - Montigny 2010[4]
- Sélection officielle - Prix  littéraire du premier roman policier de la Ville de Lens 2011[5]

### L'Homme qui aimait les tueurs
- Sélection officielle prix Intramuros - Cognac 2011
- Sélection officielle prix Anguille sous Roche - Saillans 2011
- Sélection officielle prix Interpol'Art - Reims 2011
- Sélection officielle prix Polar roman français ou francophone - Cognac 2011

### Le Marionnettiste
- Sélection officielle - Prix Lion Noir - Neuilly-Plaisance 2012
- Sélection officielle - Prix du Meilleur polar francophone - Montigny 2012

### Les Mâchoires du passé
- Prix du roman policier 2013 - Lions Club Rambouillet
- Sélection officielle - Prix Lion Noir - Neuilly-Plaisance 2013

### Le Cercle d'argent
- Prix Anguille sous Roche - Saillans 2014
- Sélection officielle - Prix Lion Noir - Neuilly-Plaisance 2015